# Apisa endoxantha
Apisa endoxantha är en fjärilsart som beskrevs av George Francis Hampson 1914. Apisa endoxantha ingår i släktet Apisa och familjen björnspinnare. Inga underarter finns listade i Catalogue of Life.